# De badkuur van een zenuwlijder
De badkuur van een zenuwlijder (Frans: Les 21 jours d’un neurasthénique) is een Franse roman van Octave Mirbeau, die voor het eerst is verschenen in 1901.
Ook in dit werk breekt Mirbeau met de klassieke romanstructuur: het is een lappendeken bestaande uit vijftig korte verhalen die in de loop van vijftien jaar waren gepubliceerd. De enige bindende factor is de verteller die een kuur van 21 dagen doet in een kuuroord in de Pyreneeën. Deze heeft een tweeledige functie: enerzijds stelt hij degenen die hij ontmoet in de gelegenheid hun verhaal te vertellen en anderzijds projecteert hij zijn eigen ziektebeeld op de wereld.
Deze opzet biedt Mirbeau de mogelijkheid fel van leer te trekken, want de absurde en groteske toestanden die in de verhalen geschetst worden, zijn producten van een maatschappij waar niets van deugt en waarin alles indruist tegen ieder gevoel van rechtvaardigheid en gezond verstand.